# 알략산드르 바흐다노비치
알략산드르 빅타라비치 바흐다노비치(벨라루스어: Аляксандр Віктаравіч Багдановіч, 러시아어: Александр Викторович Богданович 알렉산드르 빅토로비치 보그다노비치[*], 1982년 4월 29일~)는 벨라루스의 카누 선수이다. 그는 올림픽에 3번 출전했고, 2004년 아테네에서 열린 올림픽 C-2 500m 부문에서 알략산드르 쿠를랸치크와 함께 6위를 기록했다. 2008년 베이징에서 열린 올림픽 카누 2인 1000m 부문에서 동생인 안드레이 바흐다노비치와 함께 금메달을 획득했다. 바흐다노비치 형제는 런던에서 열린 2012년 하계 올림픽에서 은메달을 획득했다.
바흐다노비치는 세계 선수권 대회에서 6개의 메달을 획득했다.